# شهرداری تاهوآ
شهرداری تاهوآ (به اسپانیایی: Tahua Municipality) یک شهرداری در بولیوی است که در استان دانیل کامپوس واقع شده‌است. شهرداری تاهوآ ۳٬۲۷۲ کیلومتر مربع مساحت و ۲٬۱۶۶ نفر جمعیت دارد و ۳٬۷۰۰ متر بالاتر از سطح دریا واقع شده‌است.